# 盈口乡
盈口乡，是中华人民共和国湖南省怀化市鹤城区下辖的一个乡镇级行政单位。

## 行政区划
盈口乡下辖以下地区：
井坪村、岩头村、西冲村、赵家山村、盈丰村、炉天冲村、新垦村、潭口村、朱溪村、狮子岩村、新家庄村、团结村、榆柿村、胜利村、湖天桥村和红星村。